# Heliococcus montanus
Heliococcus montanus är en insektsart som beskrevs av Borchsenius 1949. Heliococcus montanus ingår i släktet Heliococcus och familjen ullsköldlöss. Inga underarter finns listade i Catalogue of Life.